# Google プロダクトフォーラム
Google プロダクトフォーラム（グーグルプロダクトフォーラム）は、Google のプロダクトについて質問、議論をするための公式のインターネットコミュニティである。

## 概要
Google プロダクトフォーラムは、ユーザー同士のやりとりが主であるが、Google 社員が参加することもある。Googleヘルプページに統合されており、ヘルプページの検索結果に Google プロダクトフォーラムのトピックが表示される。Google アカウントを作成すれば、誰でも参加できる。
2017年3月現在、日本語版には以下の15のプロダクトのフォーラムが用意されている。このうち、Google Analytics、Google AdWords、Google My Business の3つは、「Google 広告主コミュニティ」という別プラットフォームにて運営されている。
- Google Chrome ヘルプフォーラム
- YouTube ヘルプフォーラム
- Gmail ヘルプフォーラム
- Google検索 ヘルプフォーラム
- Google Play ヘルプフォーラム
- Google AdSense ヘルプフォーラム
- Google フォト ヘルプフォーラム
- Google マップ ヘルプフォーラム
- ウェブマスター ヘルプフォーラム
- Google 日本語入力 ヘルプフォーラム
- Google Analytics 広告主コミュニティ
- Google AdWords 広告主コミュニティ
- Google My Business 広告主コミュニティ
- G Suite ヘルプフォーラム（閲覧専用）
- Picasa ヘルプフォーラム（閲覧専用）

## バッジとレベル
Google プロダクトフォーラムには、バッジとレベル制度が導入されている。活動に応じてバッジが付与されたり、レベルが上ったりする。

### バッジ
バッジには次のような種類がある。
- 注目ユーザー : 注目ユーザーであることを表すバッジ。
- トップレベルユーザー : トップレベルユーザーであることを表すバッジ。
- ベストアンサー : ベストアンサーを獲得したユーザーであることを表すバッジ。
- Google 社員 : Google 社員であることを表すバッジ。
- Google エキスパート : 専門知識を共有する Google のパートナーであることを表すバッジ。

### レベル
ユーザーのフォーラムへの参加状況を表す。レベル1から始まり、最大レベル10まで上昇する。

## トップレベルユーザープログラム
トップレベルユーザープログラムとは、議論に積極的に参加し、Google のプロダクトについて深い知識を持つユーザーをエキスパートとして認定するプログラムのことである。認定されたユーザーには、プロフィールにバッジが表示される。

### トップレベルユーザー
Google プロダクトフォーラムにおいて、特に貢献したユーザーはトップレベルユーザーとして認定される。トップレベルユーザーは、Google 社員と直接連絡を取ったり、非公開のコミュニティに参加したりできる。
- 2011年9月、マウンテンビューの Google 本社にて最初のトップレベルユーザーサミットが開催された。
- 2012年3月、50カ国に渡って470人の参加者がいることが発表された。

### 注目ユーザー
Google プロダクトフォーラムで、ある程度の貢献をしたユーザーは注目ユーザーとして認定される。トップレベルユーザーになるためには注目ユーザーとしての活動を経る必要がある。